# Scymnus falli
Scymnus falli är en skalbaggsart som beskrevs av Gordon 1976. Scymnus falli ingår i släktet Scymnus och familjen nyckelpigor. Inga underarter finns listade i Catalogue of Life.